# اوسینی
اوسینی (به ایتالیایی: Osini) یک کومونه در ایتالیا است که در استان الیاسترا واقع شده‌است.

## خصوصیات
اوسینی ۳۹٫۶ کیلومترمربع مساحت و ۹۲۵ نفر جمعیت دارد.